# Webalizer
Webalizer es un software de análisis de registros web, que genera páginas web de análisis, a partir de registros de acceso y uso. Es una de las herramientas de administración de servidores web más utilizadas. Fue iniciado por Bradford L. Barrett en 1997. Las estadísticas comúnmente reportadas por Webalizer incluyen visitas, referencias, países de los visitantes y la cantidad de datos descargados. Estas estadísticas se pueden ver gráficamente y presentarse por diferentes períodos de tiempo, como por día, hora o mes.

## Descripción general
El análisis del tráfico del sitio web se produce agrupando y agregando varios elementos de datos capturados por el servidor web en forma de archivos de registro mientras el visitante del sitio web navega por el sitio web. Webalizer analiza los archivos de registro del servidor web, extrae elementos como direcciones IP del cliente, rutas URL, tiempos de procesamiento, agentes de usuario, referencias, etc. y los agrupa para producir informes HTML.

Los servidores web registran el tráfico HTTP utilizando diferentes formatos de archivo. Los formatos de archivo comunes son el formato de registro común (CLF), el formato de registro personalizado de Apache y el formato de archivo de registro extendido. A continuación se muestra un ejemplo de una línea de registro CLF.
```
192.168.1.20 - - [26/Dec/2006:03:09:16 -0500] "GET HTTP/ 1.1" 200 1774

```

El formato de registro personalizado de Apache se puede personalizar para registrar la mayoría de los parámetros HTTP, incluido el tiempo de procesamiento de la solicitud y el tamaño de la solicitud en sí. El formato de un registro personalizado está controlado por la línea de formato. A continuación se muestra una configuración típica del formato de registro de Apache.
```
LogFormat
 
"%a %l \"%u\" %t %m \"%U\" \"%q\" %p %>s %b %D \"%{Referer}i\" \"%{User-Agent}i\""
 
my_custom_log

CustomLog
 
logs/access_log
 
my_custom_log

```

El servidor web de Internet Information Services (IIS) de Microsoft registra el tráfico HTTP en el formato de archivo de registro extendido W3C. De manera similar al formato de registro personalizado de Apache, los registros de IIS se pueden configurar para capturar parámetros extendidos como el tiempo de procesamiento de solicitudes. Los registros extendidos del W3C pueden reconocerse por la presencia de una o más líneas de formato, como la que se muestra a continuación.
```
#Fields: date time s-ip cs-method cs-uri-stem cs-uri-query s-port cs-username c-ip cs(User-Agent) cs(Referer) sc-status sc-bytes cs-bytes time-taken

```

Webalizer puede procesar archivos de registro CLF, Apache y W3C Extended, así como archivos de registro proxy HTTP producidos por los servidores Squid. Otros formatos de archivos de registro generalmente se convierten a CLF para poder analizarlos. Además, los registros comprimidos con GZip (.gz) o BZip2 (.bz2) se pueden procesar directamente sin necesidad de descomprimirlos antes de su uso.

## Comandos
Webalizer es una aplicación de línea de comandos y se inicia desde el símbolo del shell del sistema operativo . A continuación se muestra un comando típico.
```
webalizer -p -F clf -n es.wikipedia.org -o reports logfiles/access_log

```

Este comando le indica a Webalizer que analice el archivo de registro access_log, lo ejecute en modo incremental (-p), interprete el registro como un archivo de registro CLF (-F), use el nombre de dominio es.wikipedia.org para los enlaces de informes (-n ) y producir el subdirectorio de salida del directorio actual. Utilice la opción -h para ver la lista completa de opciones de la línea de comando.

## Configuración
Además de las opciones de la línea de comandos, el Webalizer se puede configurar a través de parámetros de un archivo de configuración. De forma predeterminada, Webalizer lee el archivo webalizer.conf e interpreta cada línea como una instrucción de procesamiento. Alternativamente, se puede proporcionar un archivo especificado por el usuario usando la opción -c.

Por ejemplo, si el webmaster desea ignorar todas las solicitudes realizadas desde un grupo particular de hosts, puede usar el parámetro IgnoreSite para descartar todos los registros con la dirección IP que coincida con el patrón especificado:
```
IgnoreSite    192.168.0.*

```

Hay más de cien parámetros de configuración disponibles, lo que convierte a Webalizer en una aplicación de análisis de tráfico web altamente configurable. Para obtener una lista completa de los parámetros de configuración, consulte el archivo README que se envía con cada fuente o distribución binaria.

## Informes
De forma predeterminada, Webalizer produce dos tipos de informes: un informe resumido anual y un informe mensual detallado, uno para cada mes analizado.
El informe resumido anual proporciona información como el número de visitas, solicitudes de archivos y páginas, hosts y visitas, así como promedios diarios de estos contadores para cada mes. El informe va acompañado de un gráfico resumen anual.
Cada uno de los informes mensuales se genera como una única página HTML que contiene un informe resumido mensual (que enumera el número total de visitas, solicitudes de archivos y páginas, visitas, hosts, etc.), un informe diario (que agrupa estos contadores para cada uno de los días). del mes), un informe horario agregado (que agrupa los contadores para la misma hora de cada día), un informe de URL (que agrupa la información recopilada por URL), un informe de host (por dirección IP), informes de URL de entrada y salida del sitio web (que muestran URL de primera y última visita más comunes), un informe de referencia (que agrupa las URL de terceros de referencia que conducen al sitio web analizado), un informe de cadena de búsqueda (que agrupa elementos por términos de búsqueda utilizados en motores de búsqueda como Google), un informe de agente de usuario (agrupados por tipo de navegador) y un informe de país (agrupados por país de origen del anfitrión).
Cada uno de los informes HTML estándar descritos anteriormente enumera sólo las entradas principales para cada elemento (por ejemplo, las 20 URL principales). El número real de líneas para cada uno de los informes se controla mediante la configuración. Webalizer también se puede configurar para producir un informe separado para cada uno de los elementos, que enumerará cada elemento, como todos los visitantes del sitio web, todas las URL solicitadas, etc.
Además de los informes HTML, Webalizer se puede configurar para producir archivos de volcado delimitados por comas, que enumeran todos los datos del informe en un archivo de texto sin formato. Los archivos de volcado se pueden importar a aplicaciones de hojas de cálculo o bases de datos para su posterior análisis.

## Internacionalización
Los informes HTML se pueden generar en más de 30 idiomas, incluidos catalán, croata, checo, danés, holandés, inglés, estonio, finlandés, francés, gallego, alemán, griego, húngaro, islandés, indonesio, italiano, japonés, coreano, letón. Malayo, noruego, polaco, portugués, portugués (Brasil), rumano, ruso, serbio, chino simplificado, eslovaco, esloveno, español, sueco, turco, ucraniano.
Para generar informes en un idioma alternativo se requiere un binario de webalizer separado compilado específicamente para ese idioma.

## Críticas
- Las estadísticas generadas no diferencian entre visitantes humanos y robots. Como resultado, todas las métricas reportadas son más altas que las que se deben a las personas únicamente. Muchos webmasters afirman que webalizer produce cifras de visitas muy poco realistas, que a veces son entre un 200 y un 900% superiores a los datos producidos por las estadísticas web basadas en Javascript, como Google Analytics o StatCounter.

- Los resultados reportados son demasiado altos para los administradores de descargas con descargas segmentadas; cada 206 "Contenido parcial" se informa como un resultado.

- Sin análisis de cadenas de consulta. Los sitios web generados dinámicamente no se pueden enumerar por separado (por ejemplo, páginas PHP con argumentos).